# Johannes Lührsen
Johannes Lührsen (* 1838 in Hamburg; † 3. November 1903 in Terlan bei Bozen) war ein kaiserlich-deutscher außerordentlicher Gesandter und Minister.

## Leben
Nach Studium in Heidelberg, wo er 1858 Mitglied des Corps Vandalia Heidelberg wurde, schloss er sein Studium mit einer Promotion zum Dr. jur. ab. Er war zunächst Rechtsanwalt und Syndicus der Familie Jauch in Hamburg. Im März 1869 bewarb er sich auf den Posten des Konsuls des Norddeutschen Bundes in Smyrna. Ihm wurde am 27. März 1869 zunächst die kommissarische Verwaltung der Behörde übertragen, deren Geschäfte er am 3.  Mai  1869 übernahm. Am 26. Oktober desselben Jahres wurde er zum Konsul des Norddeutschen Bundes in Smyrna ernannt. Nach der Gründung des Deutschen Reiches wurde das Konsulat auf das Reich übernommen und Lührsen führte seit 1871 den Titel eines Kaiserlichen Konsuls und wurde 1873 als Generalkonsul nach Lima versetzt, dann nach Bogota. Er starb 1903 im Alter von 65 Jahren.

## Familie
Er ist der Sohn von Gustav Lührsen und der Charlotte Jauch (* 1811 in Hamburg; † 1872 in Konstantinopel), Tochter des Großkaufmanns Johann Christian Jauch senior. Lührsen heiratete 1887 Amalie Petersberger, aus der Ehe stammte eine Tochter. Sein Schwager war der Gutsherr und Hamburgische Politiker August Jauch. Sein Neffe war Hans von Feldmann,  ein deutscher Generalleutnant und Politiker.